# Igor
Igor är ett slaviskt mansnamn. Det är av nordiskt ursprung (Ingvar). Från ukrainska transkriberas samma namn Ihor.

## Personer med namnet Igor/Ihor
- Igor I av Kiev
- Igor Andrejev, rysk tennisspelare
- Igor Ivanov, rysk politiker
- Igor Larionov, rysk ishockeyspelare
- Igor Ojstrach, ukrainsk violinist
- Igor Stravinskij, rysk musiker
- Ihor Wladimir Getcha, tidigare ärkebiskop
- Ihor Kolomojskyj, ukrainsk-cypriotisk-israelisk oligark
- Ihor Korobtjynskyj, ukrainsk gymnast
- Ihor Kostenko, ukrainsk journalist
- Ihor Levchenko, ukrainsk fotbollsmålvakt
- Ihor Matvijenko, ukrainsk seglare
- Ihor Mirosjnitjenko, ukrainsk journalist och politiker
- Ihor Pavljuk, ukrainsk författare
- Ihor Radivilov, ukrainsk gymnast
- Ihor Tenjuch, ukrainsk politiker och tidigare försvarsminister